# Дніпренко Ірина Костянтинівна
Ірина Костянтинівна Дніпренко (17 січня 1955, Київ — 14 вересня 2022, Київ) — український телережисер та педагог. Режисер української телепередачі «Катрусин кінозал». Член національної спілки кінематографістів України. За період творчої діяльності створено Іриною Дніпренко понад 1000 телевізійних програм..

## Життєпис
Народилася 17 січня 1955 року у м. Києві.
Все творче життя Ірини Костянтинівни пов'язане з українським телебаченням (УТ-1, УТ-2). З 16-ти років починала працювати помічником режисера, була асистентом першої «кольорової» передачі «Вісті» (до цього передача виходила в чорно-білому зображенні).
Як режисер працювала над випусками телепередач «Новини», «День за днем», «На добраніч, діти», «Катрусин кінозал», а також створила цикли програм — «Для маленької компанії», «Зустрінемось о 17» (пізніше перейменовано в «Канал Д»).
У 2000—2004 роках на телеекрани виходить щотижнева телепрограма «Золота фортуна» (УТ-1, ТРК «Київ»).
Отримала посаду професор та була першою з дня створення завідувачкою кафедри «Кіно-, телемистецтва» в Інституті телебачення, кіно та театру, Київського Міжнародного Університету. Займала посаду першого проректора Інституту екранних мистецтв імені Івана Миколайчука.
Президент Всеукраїнського міжнародного конкурсу-фестивалю «Молоде телебачення» імені Вадима Чубасова.
Була одним із експертів у навчально-соціальному проекті «Телеакадемія».
Загальний стаж роботи на телебаченні — більше 36 років, з них понад 16 років — педагогічний стаж.
Померла 14 вересня 2022 року.

## Освіта
Закінчила Київський державний інститут театрального мистецтва імені Івана Карпенка-Карого (майстерня Вадима Львовича Чубасова).

## Відомі учні
Підготувала, як фахівців, чимало телевізійників. Серед них, зокрема, телевізійник — Олександр Жеребко.

## Сім'я
Мама — Рената Король, радянська та українська кіноредакторка та телесценаристка. Заслужений працівник культури України (2002).
Сестра — акторка, режисер, педагог та медіаексперт Наталія Дніпренко.